# Fenneropenaeus chinensis
Fenneropenaeus chinensis is een tienpotigensoort uit de familie van de Penaeidae. De wetenschappelijke naam van de soort is voor het eerst geldig gepubliceerd in 1765 door Osbeck.